# Maria Pădurariu
Maria Pădurariu (* 5. Oktober 1970 in Negrești, Kreis Vaslui) ist eine ehemalige rumänische Ruderin, die 1992 die olympische Medaille im Achter gewann.

## Sportliche Karriere
Bei den Weltmeisterschaften 1991 in Wien belegte der rumänische Achter in der Besetzung Veronica Cochela, Doina Robu, Adriana Bazon, Viorica Neculai, Iulia  Bobeică, Doina Snep, Maria Pădurariu, Mărioara Curelea und Steuerfrau Elena Georgescu die Bronzemedaille hinter den Booten aus Kanada und aus der Sowjetunion. Die Rumäninnen hatten im Ziel fünf Sekunden Rückstand auf die Zweitplatzierten und eine halbe Sekunde Vorsprung auf das viertplatzierte Boot aus den Vereinigten Staaten.
Im Jahr darauf bei den Olympischen Spielen in Barcelona trat Maria Pădurariu in zwei Bootsklassen an. Der rumänische Vierer ohne Steuerfrau mit Victoria Lepădatu, Iulia Bobeică, Adriana Bazon und Maria Pădurariu belegte im Vorlauf den dritten und im Hoffnungslauf den zweiten Platz. Im Finale erreichten die Rumäninnen als Fünfte das Ziel mit fünf Sekunden Rückstand auf die drittplatzierten Deutschen. Der Achter mit Doina Snep, Doina Robu, Ioana Olteanu, Viorica Lepădatu, Iulia Bobeică, Viorica Neculai, Maria Pădurariu, Adriana Bazon und Elena Georgescu belegte ebenfalls den dritten Platz im Vorlauf und gewann den Hoffnungslauf. Im Finale erreichten die Rumäninnen mit dreieinhalb Sekunden Rückstand auf die Kanadierinnen und anderthalb Sekunden Vorsprung auf die drittplatzierten Deutschen das Ziel.
1993 nahmen Viorica Neculai, Ioana Olteanu, Maria Pădurariu und Constanța Pipota im Doppelvierer an der Universiade in Buffalo teil und siegten mit über zehn Sekunden Vorsprung.